# Suzanne Roy (écrivaine)
Pour les articles homonymes, voir Suzanne Roy.
Suzanne Roy est une romancière canadienne (québécoise) née en 1975.

## Biographie
Suzanne Roy naît en 1975. Elle a suivi une formation en littérature.
Elle a enseigné les médias numériques dans un cégep.
Elle rédige des romans contemporains et fantastiques.

## Ouvrages
- Un imprévu au contrat. ISBN 9782898601101
- Un cadeau du ciel, Paris : Milady, 2014, 412 p. ISBN 9782811231200
- Le prix de la liberté, Varennes : AdA Éditions, 2014, 371 p. ISBN 9782897520304
- La promesse de sang, Varennes : AdA Éditions, 2014, 389 p. ISBN 9782897336738
- Le destin trahi, Varennes : AdA Éditions, 2014, 404 p. ISBN 9782897336769
- Alice. 1, Une femme amoureuse, Varennes : AdA Éditions, 2016, 361 p. ISBN 9782897674434
- Alice. 2, Une femme sans histoire, Varennes : AdA Éditions, 2016, 268 p. ISBN 9782897674465
- Pour le meilleur et pour le pire, Paris : Milady, 2016, 341 p. ISBN 9782811226305
- Alice. 3, Une femme inoubliable, Varennes : AdA Éditions, 2018, 458 p. ISBN 9782897866402
- Cœur de verre, Varennes : AdA Éditions, 2018, 416 p. ISBN 9782898030796
- Celle qui lisait dans mes pensées, Varennes : AdA Éditions, 2018, 432 p. ISBN 9782897866372
- Un cœur vide, Varennes : AdA Éditions, 2019, 481 p. ISBN 9782898033094
- Trois jokers pour l'amour, A Éditeur, 2022, 299 p. ISBN 9782898600005
- L'empreinte du loup, Morin-Heights, Québec : Andara, 2022, 475 p. ISBN 9782897464813
- Au-delà des convenances, Éditions Monarque, 2022, 632 p. ISBN 9782898181009
- La vie est non remboursable, Éditions Maison rose, 2022, 388 p. ISBN 9782925259008
- Liz : élue divine, Morin-Heights, Québec : Boomerang éditeur jeunesse, 2022, 364 p. ISBN 9782897096144
- Un baiser au goût de fin du monde, Morin-Heights, Québec : Andara, 2023, 378 p. ISBN 9782897466527
- Un baiser au goût de fin du monde. 2, Morin-Heights, Québec : Andara, 2023, 362 p. ISBN 9782897466756
- Espionne célibataire cherche relation non explosive, Morin-Heights, Québec : Andara, 2023, 425 p. ISBN 9782897466404
- La promesse. 1, Le secret, Morin-Heights, Québec : Andara, 2023, 381 p. ISBN 9782897466701
- La promesse. 2, Une famille, Morin-Heights, Québec : Andara, 2023, 381 p. ISBN 9782897466923
- La promesse. 0, La rencontre, Morin-Heights, Québec : Andara, 2024, 380 p. ISBN 9782898600708
- #Moi. 1, Ce que tu vois, A Éditeur, 2024, 320 p. ISBN 9782898600203
- #Moi. 2, Ce que je suis, A Éditeur, 2024, 299 p. ISBN 9782898600388
- Lady Briggs, A Éditeur, 2024, 473 p. ISBN 9782898600326